# Anell commutatiu
En teoria d'anells (una branca de l'àlgebra abstracta), un anell commutatiu és un anell (R, +, ·) en què l'operació de multiplicació · és commutativa, és a dir, si per qualsevol {\displaystyle a,b\in R}, {\displaystyle a\cdot b=b\cdot a}.
Si addicionalment l'anell té un element unitari 1 tal que 1a = a = a1 per a tot a, llavors l'anell s'anomena anell commutatiu unitari.
La branca de la teoria d'anells que estudia els anells commutatius s'anomena àlgebra commutativa.

## Definició
Un anell és un conjunt {\displaystyle R} equipat amb dues operacions binàries, és a dir, operacions que combinen dos elements qualssevol de l'anell en un tercer. S'anomenen addició i multiplicació i es denoten habitualment com "{\displaystyle +}" i "{\displaystyle \cdot }"; per exemple {\displaystyle a+b} i {\displaystyle a\cdot b}. Per poder formar un anell, aquestes dues operacions han de satisfer un seguit de propietats: l'anell ha de ser un grup abelià en la suma així com un monoide sota la multiplicació, on la multiplicació és distributiva respecte l'addició; és a dir, {\displaystyle a\cdot \left(b+c\right)=\left(a\cdot b\right)+\left(a\cdot c\right)}. Es denoten amb {\displaystyle 0} i {\displaystyle 1} els elements identitat de l'addició i la multiplicació, respectivament.
Si la multiplicació és commutativa, és a dir, si
{\displaystyle a\cdot b=b\cdot a,}
llavors l'anell {\displaystyle R} és commutatiu. En la resta de l'article, tots els anells seran commutatius, excepte si s'afirma el contrari explícitament.

## Exemples
- L'exemple més important és potser el dels nombres enters amb les operacions usuals de suma i multiplicació, ambdues commutatives. Aquest anell usualment es denota per Z, per la paraula alemanya Zahlen (nombres).
- Els nombres racionals, reals, i complexos formen anells commutatius amb les operacions usuals, més encara, són cossos.
- Més generalment, tot cos és un anell commutatiu per definició.
- El millor exemple d'un anell no commutatiu és el conjunt de matrius quadrades de 2 × 2 amb valors reals. Per exemple, la multiplicació matricial[3]

{\displaystyle {\begin{bmatrix}1&1\\0&1\\\end{bmatrix}}{\begin{bmatrix}1&1\\1&0\\\end{bmatrix}}={\begin{bmatrix}2&1\\1&0\\\end{bmatrix}}}
Dona un resultat diferent que si s'inverteix l'ordre dels factors:
{\displaystyle {\begin{bmatrix}1&1\\1&0\\\end{bmatrix}}{\begin{bmatrix}1&1\\0&1\\\end{bmatrix}}={\begin{bmatrix}1&2\\1&1\\\end{bmatrix}}.}
- Si n > 0 és un enter, el conjunt Z n   d'enters mòdul n  forma un anell commutatiu amb n  elements.
- Si R  és un anell commutatiu, el conjunt de polinomis de variable X  amb coeficients en R  forma un nou anell commutatiu, denotat per {\displaystyle R[X]}.
- El conjunt de nombres racionals de denominador imparell forma un anell commutatiu, estrictament contingut en l'anell Q dels racionals, i que conté pròpiament als i Z dels enters.

## Divisibilitat
A diferència dels cossos, on tot element no zero és multiplicativament invertible, el concepte de divisibilitat per anells és més ric. Un element {\displaystyle a} de l'anell {\displaystyle R} és anomenat un element invertible si posseeix un invers multiplicatiu en l'anell. Un altre tipus particular d'element és el divisor de zero, és a dir un element {\displaystyle a} tal que existeix un element no zero {\displaystyle b} en l'anell tal que {\displaystyle ab=0}. Si {\displaystyle R} no posseeix cap divisor de zero, s'anomena un anell íntegre (o domini íntegre). Un element {\displaystyle a} que satisfà {\displaystyle a^{n}=0} per un cert enter positiu {\displaystyle n} és anomenat nilpotent.

### Localitzacions
La localització d'un anell és el procés pel qual alguns elements es fan invertibles, és a dir s'afegeixen inversos multiplicatius a l'anell. Més concretament, sigui {\displaystyle S} un subconjunt tancat multplicativament de {\displaystyle R} (és a dir, per tot {\displaystyle s,t\in S} es té que {\displaystyle st\in S}) llavors la localització de {\displaystyle R} a {\displaystyle S}, o l'anell de fraccions amb denonadors en {\displaystyle S}, normalment denotat {\displaystyle S^{-1}R} consisteix dels símbols
{\displaystyle {\frac {r}{s}}} with {\displaystyle r\in R,s\in S}
subjectes a certes normes que imiten la cancel·lació familiar dels nombres racionals. En efecte, en aquest llenguatge {\displaystyle \mathbb {Q} } és la localització de {\displaystyle \mathbb {Z} } en tots els enters no zero. Aquesta construcció funciona per tot domini íntegre {\displaystyle R} en lloc de {\displaystyle \mathbb {Z} }. La localització {\displaystyle \left(R\backslash \left\{0\right\}\right)^{-1}R} és un cos, anomenat el cos quocient d'{\displaystyle R}.

## Propietats
- Si  f :  R  →  S  és un homomorfisme d'anells entre R  i S ,  S  és commutatiu, i  f  és injectiva (és a dir, un monomorfisme), R  també ha de ser commutatiu, car {\displaystyle f(a\cdot b)=f(a)\cdot f(b)=f(b)\cdot f(a)=f(b\cdot a)}.
- Si  f :  R  →  S  és un homomorfisme d'anells entre R  i S , amb  R  és commutatiu, la imatge f  ( R ) de R  serà també commutativa, en particular, si  f  és sobrejectiva (és a dir, un epimorfisme), S  serà commutatiu també.

Els anells commutatius són més interessants quan a més a més són unitaris, és a dir, els anells commutatius unitaris.

## Ideals i mòduls
Moltes de les següents nocions també existeixen no necessàriament per anells commutatius, però les definicions i propietats són normalment més complicades. Per exemple, tots els ideals en un anell commutatiu tenen automàticament dos costat, cosa que simplifica considerablement la situació.

### Mòduls
Per un anell {\displaystyle R}, un mòdul-{\displaystyle R} {\displaystyle M} és com el que un espai vectorial és per un cos. És a dir, els elements en un mòdul poden ser sumats; poden ser multiplicats per elements de {\displaystyle R} subjectes als mateixos axiomes que els espais vectorials.
L'estudi de mòduls és significativament més complicat que el d'espais vectorials ja que hi ha mòduls que no tenen cap base, és a dir, que no contenen cap espai vectorial generat els elements del qual siguin linealment independents. S'anomenen mòduls lliures aquells que tenen una base i un submòdul d'un mòdul lliure no necessàriament ho és.
Un mòdul de tipus finit és un mòdul que té un espai vectorial generat finit. Els mòduls de tipus finit tenen un paper fonamental en la teoria d'anells commutatius, de manera similar al paper que tenen els espais vectorials de dimensió finita en l'àlgebra lineal. En particular, es poden definir els anells noetherians com anells en què cada submòdul d'un mòdul de tipus finit és també de tipus finit.

### Ideals
Els ideals d'un anell {\displaystyle R} són els submòduls de {\displaystyle R}, és a dir, els mòduls continguts en {\displaystyle R}. Més detalladament, un ideal {\displaystyle I} és un subconjunt no buit de {\displaystyle R} tal que per tot {\displaystyle r} en {\displaystyle R}, {\displaystyle i} i {\displaystyle j} en {\displaystyle I}, tant {\displaystyle ri} com{\displaystyle i+j} són en {\displaystyle I}. En diverses aplicacions, entendre els ideals d'anells és particularment important, però sovint es procedeix estudiant els mòduls en general.
Qualsevol anell té dos ideals: l'ideal zero {\displaystyle \left\{0\right\}} i {\displaystyle R}, l'anell complet. Aquests dos anells són els únics precisament si {\displaystyle R} és un cos. Donat un subconjunt qualsevol {\displaystyle F=\left\{f_{j}\right\}_{j\in J}} de {\displaystyle R} (on {\displaystyle J} és un cert conjunt d'índexs), l'ideal generat per {\displaystyle F} és l'ideal més petit que conté {\displaystyle F}. De forma equivalent, ve donat per combinacions lineals finites
{\displaystyle r_{1}f_{1}+r_{2}f_{2}+\dots +r_{n}f_{n}.}

#### Dominis d'ideals principals
Si {\displaystyle F} consisteix en un únic element {\displaystyle r}, l'ideal generat per {\displaystyle F} està format pels múltiples de {\displaystyle r}, és a dir, els elements de la forma {\displaystyle rs} per {\displaystyle s} arbitraris. Aquests ideals s'anomenen ideals principals. Si tot ideal és un ideal principal, s'anomena {\displaystyle R} anell d'ideal principal; dos importants casos són {\displaystyle \mathbb {Z} } i {\displaystyle k\left[X\right]}, l'anell dels polinomis sobre un cos {\displaystyle k}. Aquests dos són a més dominis, així que reben el nom de dominis d'ideals principals.
A diferència dels anells en general, en un domini d'ideals principal, les propietats d'elements individuals estàn fortament lligades a les propietats de l'anell com un tot. Per exemple, tot domini d'ideals principals {\displaystyle R} és un anell de factorització única en el sentit que tot element és el producte d'elements irreductibles, d'una forma única (sense tenir en compte la reordenació dels factors). Aquí, un element a en un domini rep el nom d'irreductible si l'única manera d'expressar-lo com a producte
{\displaystyle a=bc,}
és fent que o bé {\displaystyle b} o bé {\displaystyle c} siguin la unitat. Un exemple, important en la teoria de cossos, són polinomis irreductibles, és a dir, elements irreducibles en {\displaystyle k\left[X\right]}, per un cos {\displaystyle k}. El fet que {\displaystyle \mathbb {Z} } és un anell de factorització única es pot afirmar de forma més elemental dient que qualsevol nombre natural pot ser descompost de forma únicai com a producte de potències de nombres primers. Aquest enunciat també es coneix com el teorema fonamental de l'aritmètica.
Un element {\displaystyle a} és un element primer si sempre que {\displaystyle a} divideix un producte {\displaystyle bc}, {\displaystyle a} divideix {\displaystyle b} o {\displaystyle c}. En un domini, ser un element primer implica ser irreductible. El contrari és també veritat en un domini de factorització única, però és fals en general.

#### L'anell factor
La definició dels ideals és tal que "dividir entre" {\displaystyle I} dona lloc a un altre anell, l'anell factor {\displaystyle R} / {\displaystyle I}: és el conjunt de les classes laterals de {\displaystyle I} juntament amb les operacions
{\displaystyle \left(a+I\right)+\left(b+I\right)=\left(a+b\right)+I} i {\displaystyle \left(a+I\right)\left(b+I\right)=ab+I}.
Per exemple, l'anell {\displaystyle \mathbb {Z} /n\mathbb {Z} } (també denotat {\displaystyle \mathbb {Z} _{n}}), on {\displaystyle n} és un enter, és l'anell d'enters mòdul {\displaystyle n}. És la base de l'aritmètica modular.
Un ideal és propi si és estrictament més petit que l'anell complet. Un ideal que no està estrictament contingut en cap ideal propi rep el nom de maximal. Un ideal {\displaystyle m} és maximal si i només si {\displaystyle R} / {\displaystyle m} és un cos. Excepte per l'anell nul, tot anell (amb la identitat) conté com a mínim un ideal maximal; això és una conseqüència del lema de Zorn.

### Anells noetherians
Es diu que un anell és noetherià (en honor a Emmy Noether, que va desenvolupar aquest concepte) si tota cadena ascendent d'ideals
{\displaystyle 0\subseteq I_{0}\subseteq I_{1}\subseteq \dots \subseteq I_{n}\subseteq I_{n+1}\dots }
esdevé estacionària, és a dir es torna constant més enllà d'un cert índex {\displaystyle n}. De forma equivalent, tot ideal és generat a partir d'un nombre finit d'elements, i, encara equivalentment, els submòduls de mòduls generats finitament són generats finitament.
La condició de finititud de Noether és altament important i es preserva sota moltes operacions que es donen freqüentment en geometria. Per exemple, si {\displaystyle R} és notherià, llavors també ho és l'anell de polinomis {\displaystyle R\left[X_{1},X_{2},\dots ,X_{n}\right]} (per mitjar del teorema de la base de Hilbert), tota localització {\displaystyle S^{-1}R}, i també tot anell factor {\displaystyle R} / {\displaystyle I}.
Qualsevol anell no-noetherià {\displaystyle R} és la unió dels seus subanells noetherians. Aquest fet, conegut com l'aproximació noetheriana, permet l'extensió de certs teoremes a anells no noatherians.

### Anells artinians
Es diu que un anell és artinià (en honor a Emil Artin), si tota cadena descendent d'ideals
{\displaystyle R\supseteq I_{0}\supseteq I_{1}\supseteq \dots \supseteq I_{n}\supseteq I_{n+1}\dots }
esdevé finalment estacionària. Tot i que les dues condicions semblen simètriques, els anells noetherians són molt més generals que els anells artinians. Per exemple, {\displaystyle \mathbb {Z} } és noetherià, ja que tot ideal pot ser generat per un element, però no és artinià, com mostra la cadena
{\displaystyle \mathbb {Z} \supsetneq 2\mathbb {Z} \supsetneq 4\mathbb {Z} \supsetneq 8\mathbb {Z} \dots }
De fet, a partir del teorema de Hopkins–Levitzki, tot anell artinià és noetherià. Més precisament, els anells artinians poden ser caracteritzats com a anells noetherians la dimensió de Krull dels quals és zero.